# Ariocarpus
Ariocarpus es un género de plantas suculentas endémico de México y el sur de Texas, perteneciente a la familia Cactaceae. Contiene 7 especies aceptadas.
A estas plantas se las suele llamar rocas vivientes, aunque esta designación es usada también para otros géneros tanto de cactáceas como de otras suculentas, tales como los lithops.

## Descripción
Las especies de Ariocarpus crecen muy lentamente, son solitarias o forman pequeños grupos. Las plantas tienen raíces pivotantes tuberosas y gruesas. 
Las areolas de sus tallos, cuando están presentes, varían en apariencia, y pueden ser desde surcos en la superficie superior hasta almohadillas redondas cerca de las puntas.
Las espinas solo están presentes en las plántulas (excepto ocasionalmente en Ariocarpus agavoides). Las flores tienen forma de embudo y nacen de una estructura lanosa presente en el ápice. Varían en color, siendo desde blanco o amarillo hasta rosa, morado o magenta. Las semillas son negras y en forma de pera. 
Señalar que la planta contiene alcaloides amargos y tóxicos como la hordenina, que la protegen del consumo por parte de los herbívoros.

## Distribución y hábitat
Se extiende desde los estados de San Luis Potosí, Zacatecas, Coahuila, Nuevo León y Tamaulipas, región que comprende el Desierto de Chihuahua, hasta el sur de Texas. 
Las plantas suelen crecer en lomas pedregosas, con suelos calizos o ligeramente alcalinos, enterradas casi por completo, por lo que es difícil observarlas a menos de que estén en época de floración.

## Taxonomía
El género fue descrito por Michael Joseph François Scheidweiler y publicado en Bulletin de l'Academie Royale des Sciences et Belles-lettres de Bruxelles 5 (8): 491–492, f. 1–5 en 1838.

Etimología
Ariocarpus: nombre genérico formado a partir de las palabras griegas aria (que significa 'blanco' o 'blanquecino') y carpus (que significa 'fruto'), en alusión al color blanco tan característico de sus frutos.

## Estado de conservación
Debido a que los miembros de este género son altamente apreciados por los coleccionistas, están actualmente protegidos en su país de origen, México, por la legislación actual en materia de protección ambiental. 

## Especies aceptadas
Actualmente, el género Ariocarpus consta de 7 especies aceptadas según la Plants of the World Online (POWO):
| Imagen | Nombre científico                             | Distribución                                  |
| ------ | --------------------------------------------- | --------------------------------------------- |
|        | Ariocarpus agavoides (Castañeda) E.S.Anderson | Noreste de México                             |
|        | Ariocarpus bravoanus H.M.Hern. & E.F.Anderson | Noreste de México                             |
|        | Ariocarpus fissuratus (Engelm.) K.Schum.      | Noreste de México, suroeste de México y Texas |
|        | Ariocarpus kotschoubeyanus (Lem.) K.Schum.    | Noreste de México                             |
|        | Ariocarpus retusus Scheidw.                   | Noreste de México                             |
|        | Ariocarpus scaphirostris Boed.                | Noreste de México                             |
|        | Ariocarpus trigonus (F.A.C.Weber) K.Schum.    | Noreste de México                             |